# Église Saint-Marcel-et-Notre-Dame-de-l'Assomption de Chauffour-lès-Bailly
L'église Saint-Marcel-et-Notre-Dame-de-l'Assomption est un monument historique de la commune de Chauffour-lès-Bailly, dans le département de l'Aube. Sa construction remonte au XVIe siècle. C'est une église à pans de bois.

## Historique
L'église était une succursale de celle de Marolles-lès-Bailly et relevait du diocèse de Langres et du doyenné de Bar-sur-Seine. L'église relevait de la maîtrise particulière de Troyes, elle avait trois prêtres en 1544.
Elle fait l’objet d’une inscription au titre des monuments historiques depuis le 29 mai 1926.
Elle est du XVIe siècle, avec abside à cinq pans. En 1886, une première série de travaux fut réalisée. On restaura les combles, les contreforts extérieurs, il y eut réfection complète du dallage de la nef en remplacement du mauvais carrelage, consolidation de la charpente de la galerie, pose d'un seuil en pierre dure à la porte d'entrée, reconstruction de deux fenêtres du sanctuaire.
En 1990, on restaura toute la façade de l'église ainsi que la galerie où se trouvent enterrés certains notables de Chauffour les Bailly.
En 1997, d'importants travaux de restauration, touchant l'extérieur et l'intérieur, furent entrepris.

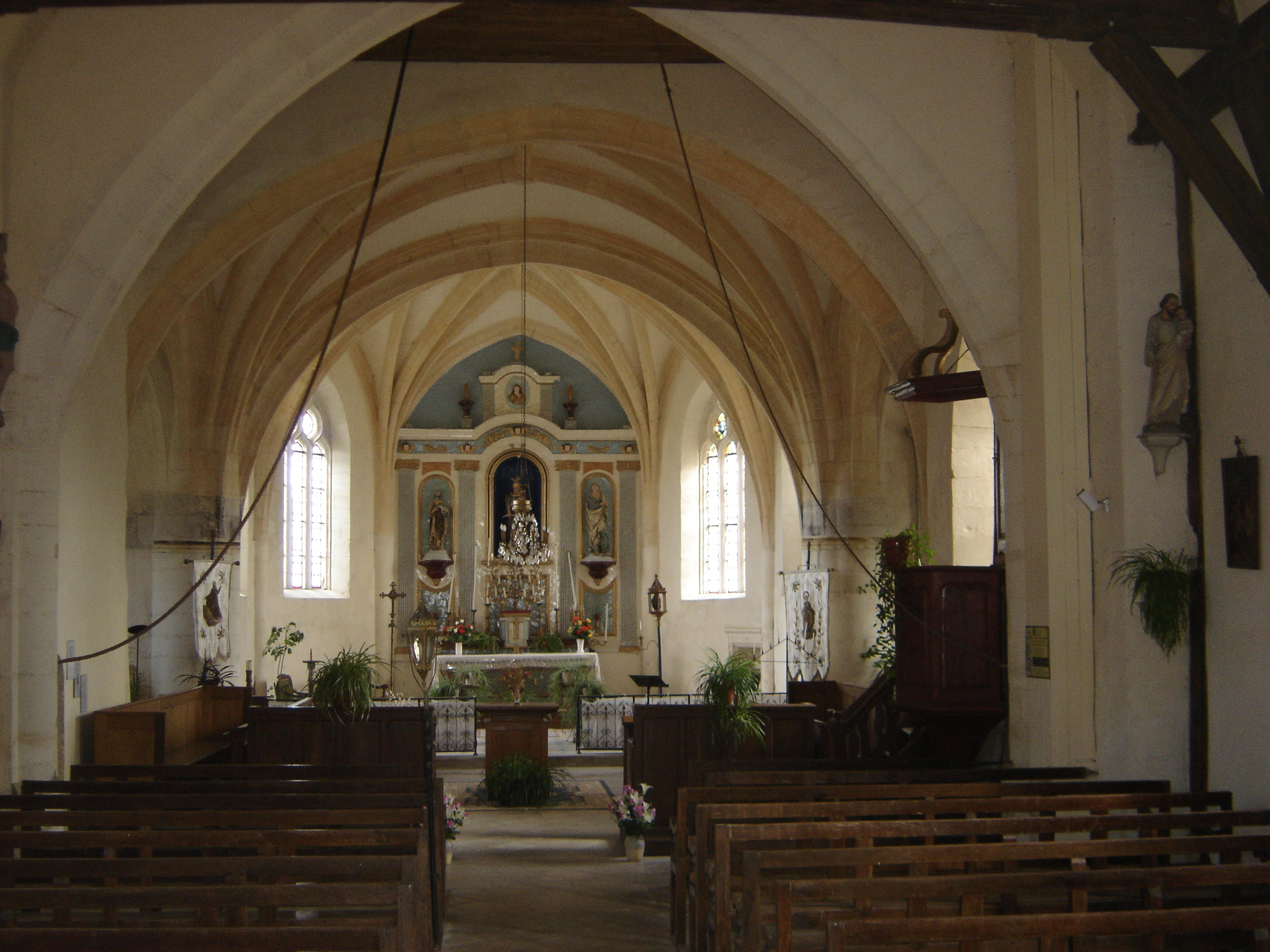
Vue de l'intérieur.

## Mobilier
L'église possède une statue de saint Marcel qui est du XVIe siècle et qui provient d'une chapelle qui jouxtait une source éponyme hors du village.